# Nyctiphrynus mcleodii
Nyctiphrynus mcleodii là một loài chim trong họ Caprimulgidae.